# آقازاده (اصطلاح)
آقازاده اصطلاحی است برای اشاره به خویشاوندسالاری در ایران که افرادی در کشور ایران به وسیلهٔ رانت و سوءاستفاده از نفوذ و قدرت پدر یا مادر یا اقوام نزدیک‌شان شروع به فعالیت‌های اقتصادی یا سیاسی می‌نمایند و با زحمت کم، قدرت و ثروت بسیار زیادی کسب می‌کنند و این موفقیت را مدیونِ این نسبتِ خانوادگی و نزدیکی به حلقهٔ قدرت هستند.

## ژنِ خوب
ژنِ خوب اصطلاحی است معادل با آقازاده و اشاره به سوء استفاده مقامات سیاسی و حکومتیِ جمهوری اسلامی ایران از «قدرت» برای بهره‌وری شخصی و خصوصاً به‌دست آوردن پُست و مقام برای فرزندان و نزدیکانشان دارد.

### تاریخچهٔ ژنِ خوب
اعتراض به رانت خانوادگی در ایران سابقه طولانی دارد و فرزندان مسئولان که از امتیازات خاص برخوردارند، غالباً با عنوان آقازاده خطاب می‌شوند. اما عبارت «ژن خوب» با کاربرد همگانی‌شده آن را اولین بار حمیدرضا عارف -پسر بزرگ محمدرضا عارف- در برنامهٔ اینترنتی «خیلی محرمانه» به کار برد. جاییکه پس از توضیح در مورد موفقیت‌های اقتصادی خود در حوزه علم، اقتصاد، ورزش و فرهنگ اشاره کرد:
«بالاخره این خون می‌آید و می‌رسد، همینطوری کسی نمی‌تواند ادعا کند اصل و نسب دارد. افتخار می‌کنم این توانایی‌ها از دوتا ژن خوب آمده».
یکسال بعد از انتشار این برنامه اینترنتی، در سال ۱۳۹۶، بخشی از مصاحبه او در فضای مجازی و محافل خبری و رسانه‌ای ایران به شدت فراگیر و محل بحث‌های دامنه‌دار در سوء استفاده اهالی قدرت در ایران شد.

### واکنش‌های اجتماعی
صحبت از پدیدهٔ آقازاده و ژنِ خوب و اعتراض ذاتیِ نهفته در آن به فساد در قدرت، به یک پدیده اجتماعی در ایران تبدیل شد. پدیده «ژن خوب» مصداق واضحی از تعارض منافع در بین مسئولان ایرانی است که بین منافع کشور و منافع خانوادگی، دومی را انتخاب کرده‌اند. از سوی دیگر اعتراضی به دید برتری نژادی‌ای دارد که نزدیکانِ مسئولان نسبت به خود دارند، درحالی‌که جامعه، پیشرفت‌های سریع مادی آنها را حاصل ارتباطاتِ ویژه و در پیِ فساد می‌داند.

## تعریف
ژن خوب، در کشورهای مختلف عموماً با واژه «سیاست خانوادگی» یا «Family Politics» به حضور افراد یک خانواده در مناصب انتخابی و انتصابی یک کشور گفته می‌شود. نمونه‌های بسیار متعددی از خانواده‌های سیاسی و سیاست خانوادگی در همه کشورهای جهان وجود دارد. شاید انتظار این باشد که این نوع از سیاست و حضور یک خانواده در منصب قدرت بیشتر در کشورهای توسعه نیافته یا غیردموکراتیک اتفاق بیفتد اما شواهد مختلف نشان می‌دهد که رابطه مشخصی میان این دو برقرار نیست. به‌طوری که برعکس پیش‌بینی‌های اولیه بیشترین میزان سیاست خانوادگی در آمریکا و انگلیس مشاهده شده‌است.
در ایالات متحده آمریکا بیش از ۴۰۰ خانواده وجود دارند که در ایالات مختلف یا در سطح ملی بیش از ۳ نفر از این خانواده منصب سیاسی دارند. در انگلیس نیز در یک برآورد اولیه و ناقص بیش از ۹۰ خانواده قدرتمند که افراد وابسته به خانواده مناصب سیاسی سطح بالا دارند جمع‌آوری شده‌است.

### پیشینه نظری
اعتقاد به برتری بر اساس ویژگی‌های انتسابی در جامعه را نخستین بار هربرت اسپنسر ذیل نظریه بقای اصلح عنوان کرد. اسپنسر معتقد بود تکامل گونه‌های زیست‌شناختی و گونه‌های اجتماعی اساساً مربوط به بقای اصلح است. بر این اساس، فرایندهای تکاملی گونه‌های نامناسب (ناصالح) را تصفیه می‌کنند و پیامد نهایی این تصفیه شکل‌گیری جامعه کامل‌تر خواهد بود. کلید این فرایند «سازگاری» است؛ و در این تفکر افراد باید با تغییرات جامعه (و محیط)، تغییر کنند. این ایده بنیادی، که طبق آن نباید در فرایند سازگاری مداخله‌ای صورت گیرد، نشان می‌دهد که «افراد فاقد صلاحیت» (افراد ناصالح) (فقیران، ضعیفان، جاهلان، یا بیماران) «غربال» می‌شوند. اسپنسر فرایند طبیعی تنازع بقا را نوعی فرایند تصفیه زیست‌شناختی می‌دانست. وی در کتاب ایستایی اجتماعی خود می‌گوید:
ظاهراً مشکل است که بیوه‌ها و یتیمان را در جدال با مرگ و زندگی رها کنیم با این وجود، چنان‌چه این موضوع را نه به صورت جداگانه، بلکه به صورتی مرتبط با منافع کل بشریت در نظر بگیریم، می‌بینیم که این فجایع هولناک سرشار از منفعت است؛ از جمله این‌که، فرزندان افراد بیمار سریع‌تر می‌میرند و افراد نابهنجار و ضعیف به مثابه قربانی‌های بیماری‌های همه‌گیر جدا می‌شوند.